# Luchthaven Oejtasj
Luchthaven Oejtasj (Russisch: Аэропорт Махачкала Уйташ) is een luchthaven op 4,5 km van de plaats Kaspiejsk en
16,2 km ten zuidoosten van het centrum van de stad Machatsjkala, de hoofdstad van de autonome republiek Dagestan in Rusland. De luchthaven is genoemd naar Amet-Chan Sultan, een piloot in de Tweede Wereldoorlog en tweevoudig Held van de Sovjet-Unie.
Dagestan Airlines was gevestigd op dit vliegveld totdat deze maatschappij in december 2011 failliet ging.